# Lev Kópelev
Lev Zinóvievich Kópelev (en ruso: Лев Зино́вьевич Ко́пелев, en alemán: Lew Kopelew; Kiev, 9 de abril de 1912 – Colonia, 18 de junio de 1997) fue un escritor, filólogo y disidente soviético.

## Biografía
Lev Kópelev nació en 1912 como hijo de un agrónomo judío. Muy pronto tuvo contacto con el idioma alemán que en su infancia se hablaba en su entorno: la familia tenía criadas alemanas y su primer amor fue la hija de una familia alemana. 
Tras los años de colegio trabajó primero en una fábrica de locomotoras y luego como maestro en un colegio para adultos. En su juventud fue un comunista entusiasta, pero tuvo algunos problemas por su cercanía al trotskismo. Para no pasar a ser víctima de las purgas de Stalin, intentó manifestar de forma incluso exagerada su fidelidad al comunismo. 
Entre 1933 y 1938, estudió Filología Alemana, Historia y Filosofía. Tras su doctorado trabajó como profesor en la Universidad.
En 1941, se alistó como voluntario en el ejército; por sus buenos conocimientos de alemán se lo nombró "Instructor para las tareas de conocimiento del ejército enemigo". Así participó en algunas batallas de la II Guerra Mundial. Durante la entrada del Ejército Rojo en Alemania en enero de 1945 fue testigo de numerosos actos brutales contra la población civil en Prusia Oriental, lo que le causó una gran conmoción y vergüenza. Con sus intentos de intentar evitar otros hechos similares sólo recogió incomprensión y animadversión entre sus camaradas y oficiales. Por "propagación del humanismo burgués, compasión con el enemigo y subversión de la actitud político-moral de la tropa" fue condenado a 10 años de campo de trabajo. 
En el campo de trabajo conoció, entre otros, a Aleksandr Solzhenitsyn, que lo hace aparecer el su libro El primer círculo como Lev Rubin. Sin embargo, la experiencia del campo no le hizo apartarse del comunismo. Finalmente, en 1954, un año tras las muerte de Stalin, quedó en libertad.
Con ello retomó la escritura. Pronto conoció a su segunda esposa, Raísa Orlova; contrajeron matrimonio en 1956. Lev Kópelev fue rehabilitado y pudo trabajar y publicar como filólogo y germanista. En ese mismo año, Jrushchov planteó su famoso discurso secreto ante el XX Congreso del Partido Comunista, en el que ajustó cuentas con el estalinismo. Kópelev obtuvo una plaza como profesor de historia del periodismo internacional. Entre 1961 y 1968, trabajó en el Instituto de Historia del Arte de Moscú, escribió una biografía de Bertolt Brecht y una historia de las ciencias teatrales en lengua alemana. 
Desde mediados de los años 60, fue apoyando cada vez más a disidentes como Andréi Sájarov o Aleksandr Solzhenitsyn y también la "Primavera de Praga", con lo que fue entrando cada vez más en oposición con el régimen. Fue perdiendo la fe en el comunismo y, al protestar contra la invasión de Checoslovaquia por el Pacto de Varsovia y el brutal final de todos los intentos de reforma, fue penalizado con exclusión del Partido, prohibición de escribir y pérdida del puesto de trabajo en el Instituto de Historia del Arte. Con ello perdió las últimas esperanzas que había puesto en el comunismo. 
A partir de ahí, su casa pasó a ser punto de reunión de disidentes soviéticos. A pesar de su voluntad de viajar, decidió no hacerlo, por miedo a perder la posibilidad de regresar a su país. Sin embargo, una invitación de Heinrich Böll y Marion Gräfin Dönhoff para pasar una temporada en Alemania, estudiando, le hizo romper esa actitud. Tras duras negociaciones diplomáticas para que quedara asegurado su retorno, en 1980 se decidió a viajar. A pesar de que, a comienzos de ese año, se había manifestado, junto con otros intelectuales, a favor de Andréi Sájarov, su mujer y él, sorprendentemente, recibieron permiso para hacerlo. A mediados de noviembre, llegaban a Colonia. 
Pero a comienzos de 1981, el viaje al extranjero se convirtió en un exilio: el matrimonio había sido desprovisto de su nacionalidad. Tras un viaje a Estados Unidos, Colonia se convirtió en el lugar de residencia del matrimonio.
En 1980, le fue conferido el Friedrich-Gundolf-Preis.